# Rovné (Humenné)
Rovné (in ungherese Zemplénróna, in tedesco Raun) è un comune della Slovacchia facente parte del distretto di Humenné, nella regione di Prešov.